# 팬더 칼리스타

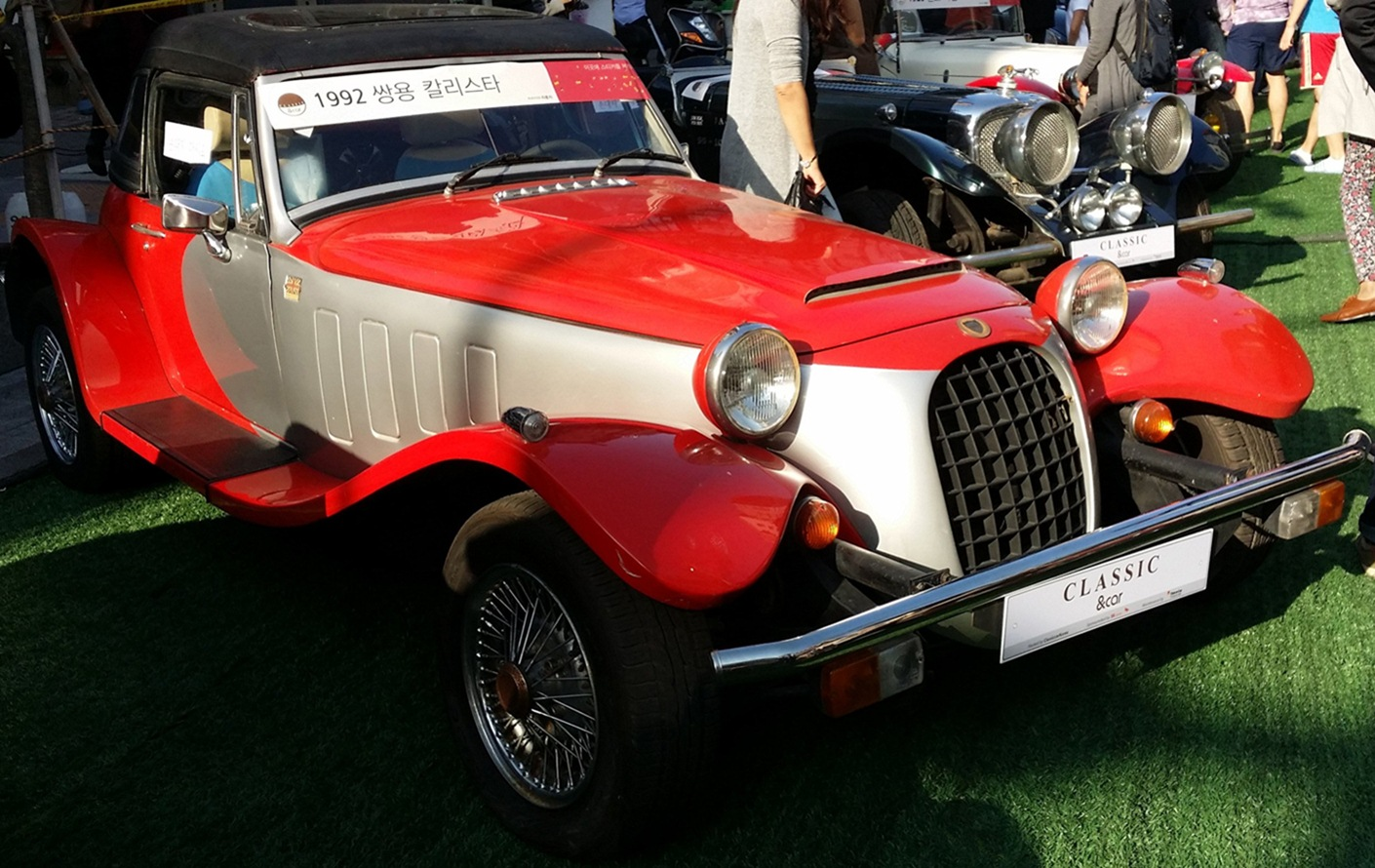
팬더 칼리스타 정측면

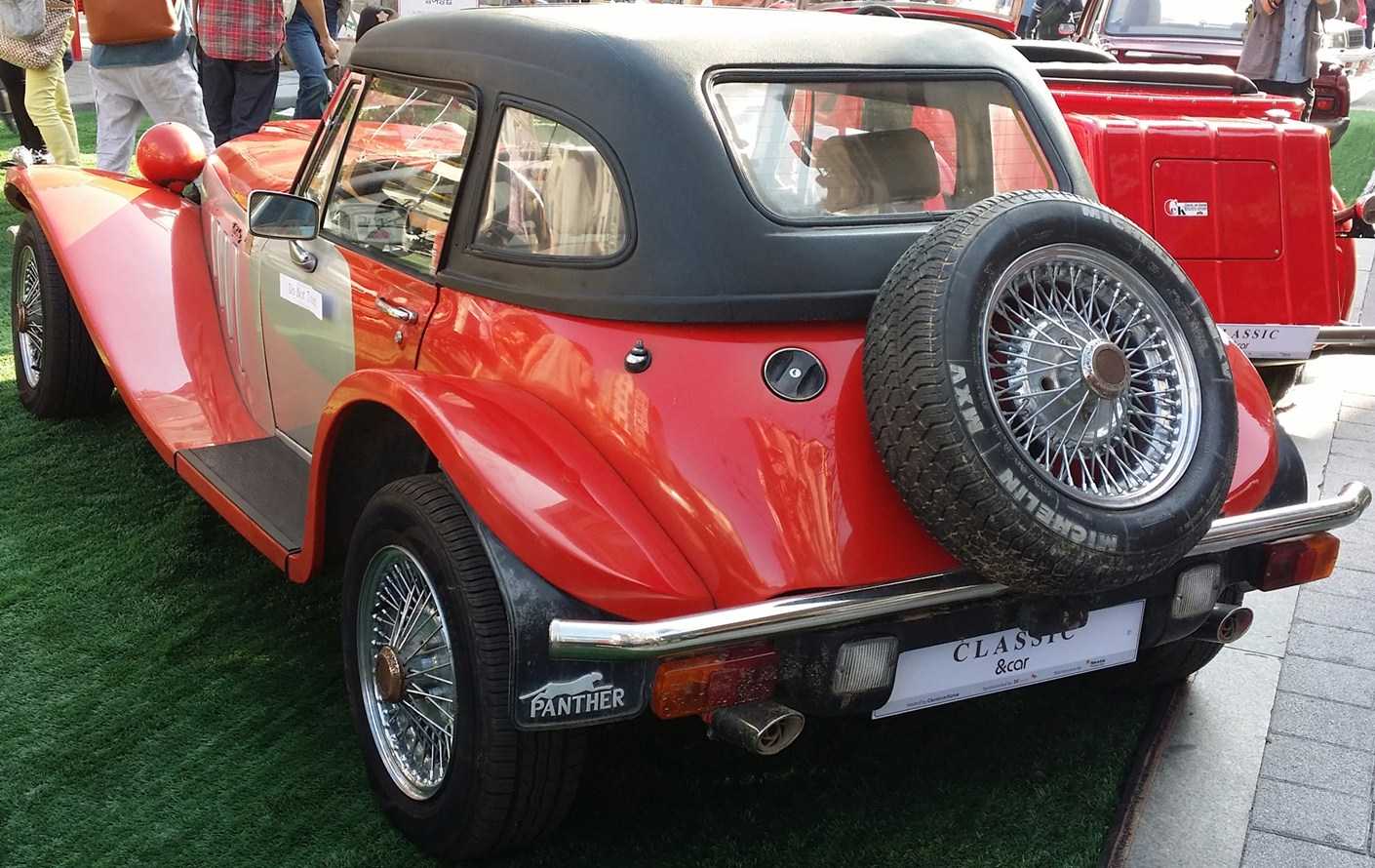
팬더 칼리스타 후측면

팬더 칼리스타(Panther Kallista) 또는 쌍용 칼리스타(SSangYong Kallista)는 1982년부터 1990년까지 팬더 웨스트윈드가 생산한 로드스터로, 이전의 동일 디자인 차종인 리마를 대체한 팬더 웨스트윈드의 주력 차종이었다. 리마가 복스홀 자동차 기반으로 한 것과 갈리, 칼리스타는 포드 자동차 회사에서 핵심 부품을 가져와 제작되었다. 엔진은 직렬 4기통 1.6L부터 V형 6기통 2.9L(포드 퀼른엔진)까지 다양한 포드 자동차 회사의 엔진이 사용되었다. 칼리스타는 팬더 웨스트윈드가 쌍용자동차에 인수된 후에 1991년 12월부터 대한민국 평택 공장에서 생산되었다. 그러나 당시 트림에 따라 3,170만 원에서 3,670만 원에 이르는 높은 가격대와 로드스터에 대한 인식 부족 등으로 인해 판매가 부진함에 따라 1994년에 후속 차종 없이 단종되었다. 현재 대한민국 내에서는 35대 정도 남아있으며, 그 중에서도 1992년식 차량은 최고로 본다.

#### 제원
| 구분                 | 2.0L                           | V6 2.9L                       |
| -------------------- | ------------------------------ | ----------------------------- |
| 전장 (mm)            | 3,930                          | 3,930                         |
| 전폭 (mm)            | 1,740                          | 1,740                         |
| 전고 (mm)            | 1,300                          | 1,300                         |
| 축거 (mm)            | 2,550                          | 2,550                         |
| 윤거 (전, mm)        | 1,477                          | 1,477                         |
| 윤거 (후, mm)        | 1,437                          | 1,437                         |
| 승차 정원            | 2명                            | 2명                           |
| 변속기               | 수동 5단 자동 4단              | 수동 5단 자동 4단             |
| 서스펜션 (전/후)     | 더블 위시본/5링크 리지드 액슬  | 더블 위시본/5링크 리지드 액슬 |
| 구동 형식            | 후륜 구동                      | 후륜 구동                     |
| 연료                 | 가솔린                         | 가솔린                        |
| 배기량 (cc)          | 1,998                          | 2,933                         |
| 최고 출력 (ps/rpm)   | 119.6/5,500                    | 145/5,500                     |
| 최대 토크 (kg*m/rpm) | 17.5/2,500                     | 22.7/3,000                    |
| 연비 (km/L)          | 9.56(수동 5단)/ 9.45(자동 4단) | 8.1(수동 5단)/ 7.72(자동 4단) |